# حمض الموكونيك
حمض الموكونيك هو مركب كيميائي صيغته C6H6O4، ويحوي المركب بالإضافة إلى مجموعتي الكربوكسيل على رابطتين مضاعفتين، ولذلك فهو يصنف ضمن الأحماض ثنائية الكربوكسيل الألكينية.

## المتصاوغات
يوجد من المركب 3 متصاوغات هندسية وهي الأشكال (E,E)- أو (E,Z)- أو (Z,Z)-.
| Skeletal formula of trans,trans-muconic acid                  | Skeletal formula of cis,trans-muconic acid                  | Skeletal formula of cis,cis-muconic acid                  |
| Ball-and-stick model of the trans,trans-muconic acid molecule | Ball-and-stick model of the cis,trans-muconic acid molecule | Ball-and-stick model of the cis,cis-muconic acid molecule |
| trans,trans                                                   | cis,trans                                                   | cis,cis                                                   |

## التحضير
يمكن أن تتم عملية التحضير مخبرياً عن طريق تفاعل نزع هاليد الهيدروجين من المشتقات ثنائية الهالوجين لمركب حمض الأديبيك باستخدام محلول قلوي.
كما يمكن الحصول على المركب بطرق حيوية، إذ أن الشكل (E,E) ينتج من محاليل الغلوكوز بفعل الإشريكية القولونية (E. coli).

## الخواص
يوجد المركب في الشروط القياسية على شكل بلورات موشورية عديمة اللون، ذات انحلالية ضعيفة في الماء. يتحول الشكل (E,E) من المركب إلى لاكتون بفعل حمض الكبريتيك؛ في حين لا تلاحظ هذه الظاهرة في الشكل (Z,Z).

## الاستخدامات
يستطيع المركب أن يشكل سلسلة من المركبات الكيميائية ذات الاشتقافات المختلفة مثل مشتقات اللاكتون والسلفون والمستخدمة في صناعة البوليميرات.
يعد المركب أحد مستقلبات البنزين في الجسم، لذلك يستخدم تركيزه في البول كأحد المؤشرات لمدى التعرض للبنزين، حيث أن الأخير من المواد السامة المسرطنة.